# Gauertalhaus
Das Gauertalhaus ist eine Schutzhütte der Naturfreunde Österreich und liegt auf 1250 m ü. A. im Gauertal in Vorarlberg (Österreich). Der Zugang erfolgt von Tschagguns, Lünerseewerk Latschau (Bushaltestelle "Kraftwerk"), in rund einer ¾ Stunde.

## Wege

### Übergänge zu anderen Hütten
- Lindauer Hütte in 2 Stunden
- Douglasshütte am Lünersee in 5 Stunden
- Carschinahütte in 4 Stunden
- Heinrich-Hueter-Hütte in 5 Stunden
- Tilisunahütte in 3 Stunden

### Gipfel
- Sulzfluh 2817 m in 5½ Stunden, Klettersteig Gauenblick (A-B) zur Tilisunahütte in 5 Stunden
- Drei Türme 2830 m in 5½ Stunden
- Drusenfluh (Klettersteig B-C) 2827 m in 5 Stunden
- Geißspitze 2334 m in 3½ Stunden